# Frans Hofkens
Frans Dymphna Hofkens (Merksplas, 14 februari 1939) is een Belgisch voormalig bestuurder.

## Levensloop
Hofkens studeerde aan de Katholieke Universiteit Leuven en werd doctor in de rechten en licentiaat in de Ekonomische Wetenschappen. In 1966 trad hij als bedrijfsjurist in dienst bij de Boerenbond. Hij volgde er in 1995 Hubert Fosseprez op als algemeen secretaris. Deze functie oefende hij uit tot aan zijn pensioen. Hij werd in deze hoedanigheid opgevolgd door Sonja De Becker.